# Cibola County
Cibola County ist ein County im Nordwesten des US-Bundesstaates New Mexico der Vereinigten Staaten. Es hat 27.213 Einwohner. Der Verwaltungssitz (County Seat) ist Grants.

## Geographie
Das County hat eine Fläche von 11.763 Quadratkilometern; davon sind 6 Quadratkilometer (0,06 Prozent) Wasserflächen. Das County grenzt im Uhrzeigersinn an die Countys: McKinley County, Sandoval County, Bernalillo County, Valencia County, Socorro County, Catron County und Apache County (Arizona).

## Geschichte
Das Cibola County wurde am 19. Juni 1981 aus Teilen des Valencia County gebildet und ist das jüngste County in New Mexico.
Im County liegt ein National Monument, das El Morro National Monument. Drei Orte haben den Status einer National Historic Landmark, die San Estevan Del Rey Mission Church, die Ruine Hawiku und das Acoma Pueblo. Sechs Bauwerke und Stätten des Countys sind insgesamt im National Register of Historic Places eingetragen (Stand 16. Februar 2018).

## Demografische Daten

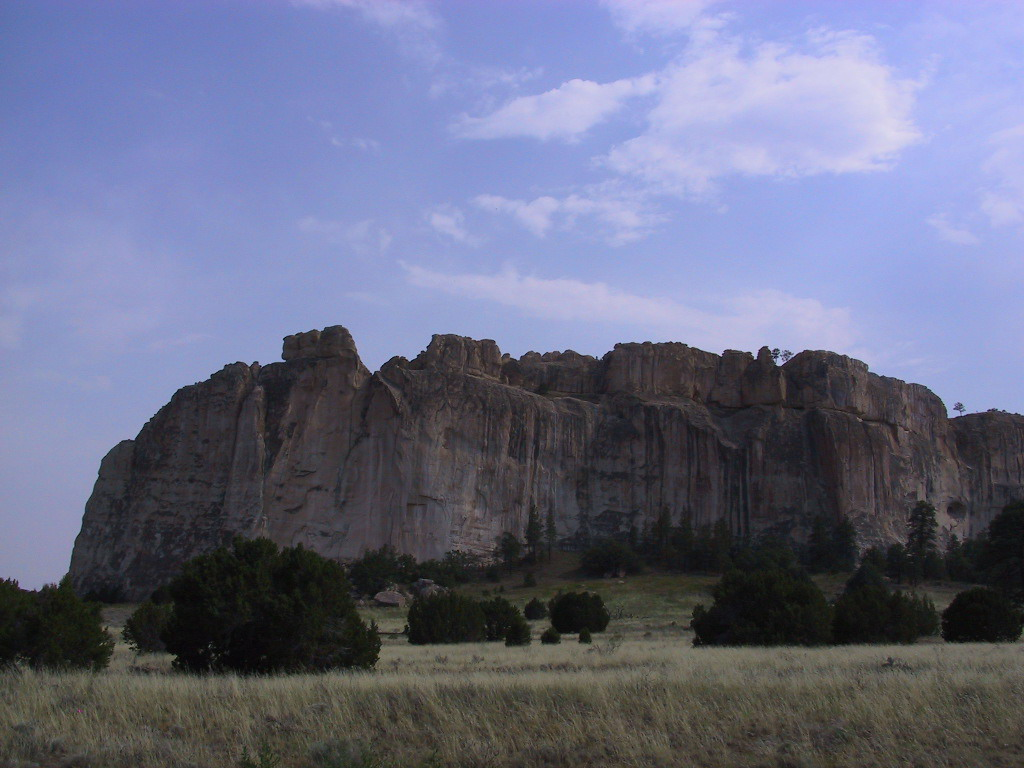
Das El Morro National Monument

Nach der Volkszählung im Jahr 2000 lebten im County 25.595 Menschen. Es gab 8.327 Haushalte und 6.278 Familien. Die Bevölkerungsdichte betrug 2 Einwohner pro Quadratkilometer. Ethnisch betrachtet setzte sich die Bevölkerung zusammen aus 39,61 % Weißen, 0,96 % Afroamerikanern, 40,32 % amerikanischen Ureinwohnern, 0,38 % Asiaten, 0,05 % Bewohnern aus dem pazifischen Inselraum und 15,44 % aus anderen ethnischen Gruppen; 3,24 % stammten von zwei oder mehr ethnischen Gruppen ab. 33,42 % der Bevölkerung waren spanischer oder lateinamerikanischer Abstammung.
Von den 8.327 Haushalten hatten 38,00 % Kinder und Jugendliche unter 18 Jahre, die bei ihnen lebten. 50,60 % waren verheiratete, zusammenlebende Paare, 18,30 % waren allein erziehende Mütter. 24,60 % waren keine Familien. 21,10 % waren Singlehaushalte und in 7,30 % lebten Menschen im Alter von 65 Jahren oder darüber. Die Durchschnittshaushaltsgröße betrug 2,95 und die durchschnittliche Familiengröße lag bei 3,41 Personen.
Auf das gesamte County bezogen setzte sich die Bevölkerung zusammen aus 30,70 % Einwohnern unter 18 Jahren, 9,60 % zwischen 18 und 24 Jahren, 27,50 % zwischen 25 und 44 Jahren, 21,50 % zwischen 45 und 64 Jahren und 10,70 % waren 65 Jahre alt oder darüber. Das Durchschnittsalter betrug 33 Jahre. Auf 100 weibliche Personen kamen 95,50 männliche Personen, auf 100 Frauen im Alter ab 18 Jahren kamen statistisch 92,20 Männer.

Das jährliche Durchschnittseinkommen eines Haushalts betrug 27.774 USD, das Durchschnittseinkommen der Familien betrug 30.714 USD. Männer hatten ein Durchschnittseinkommen von 27.652 USD, Frauen 20.078 USD. Das Prokopfeinkommen betrug 11.731 USD. 24,80 % der Bevölkerung und 21,50 % der Familien lebten unterhalb der Armutsgrenze. 32,00 % davon waren unter 18 Jahre und 17,70 % waren 65 Jahre oder älter.

## Orte im Cibola County
Im Cibola County liegen zwei Gemeinden, davon eine City und eine Town. Zu Statistikzwecken führt das U.S. Census Bureau 23 Census-designated places, die dem County unterstellt sind und keine Selbstverwaltung besitzen. Diese sind wie die Unincorporated Communities gemeindefreies Gebiet.
| City - Grants | Town - Milan |

Census-designated places (CDP)
| - Acomita Lake - Anzac Village - Bibo - Bluewater Acres - Bluewater Village - Cubero | - Encinal - Fence Lake - Laguna - McCartys Village - Mesita - Moquino | - North Acomita Village - Paguate - Paraje - Pinehill - San Fidel - San Mateo | - San Rafael - Seama - Seboyeta - Skyline-Ganipa - South Acomita Village |

andere Unincorporated Communities
| - Alaska - Candy Kitchen - Casa Blanca - Cebolleta | - Cebolletita - El Rito - New Laguna |